# Marie Leticie Bonaparte
Marie Leticie Bonaparte (celým jménem Marie Leticie Evženie Kateřina Adéla Bonaparte, 20. listopadu 1866, Palais Royal, Paříž – 25. října 1926, Moncalieri) byla vévodkyně z Aosty, manželka Amadea I. Španělského. Narodila se jako jedna ze tří dětí Napoleona Jérôma Bonaparta a jeho manželky Marie Klotildy Savojské.

## Život

### Mládí

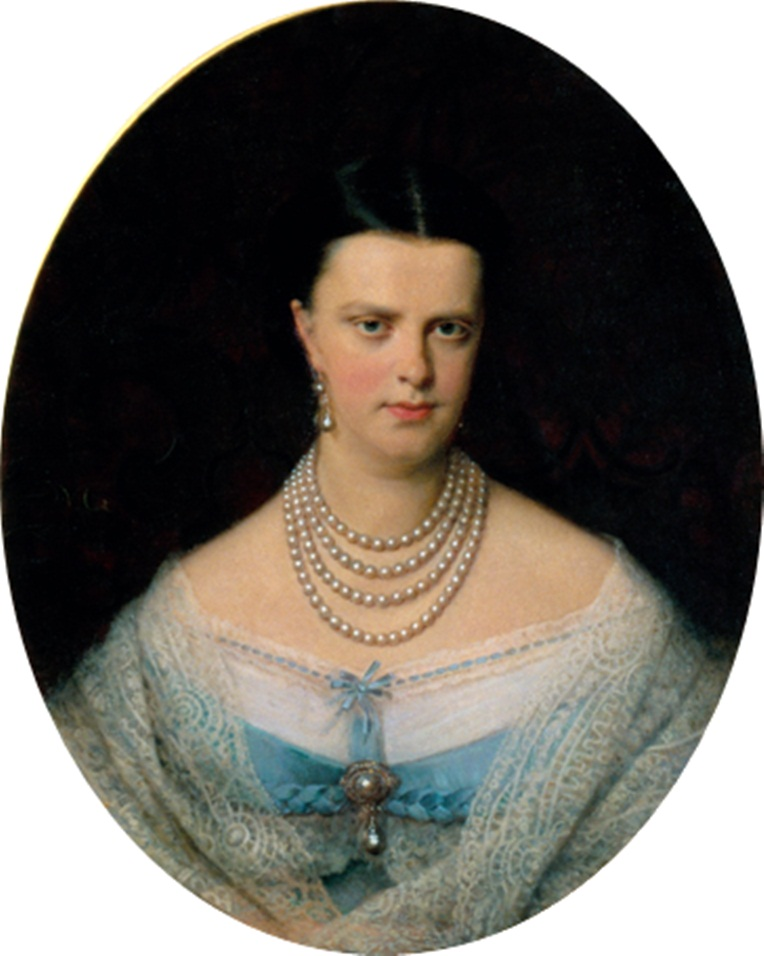
Marie Klotilda; matka Marie Leticie

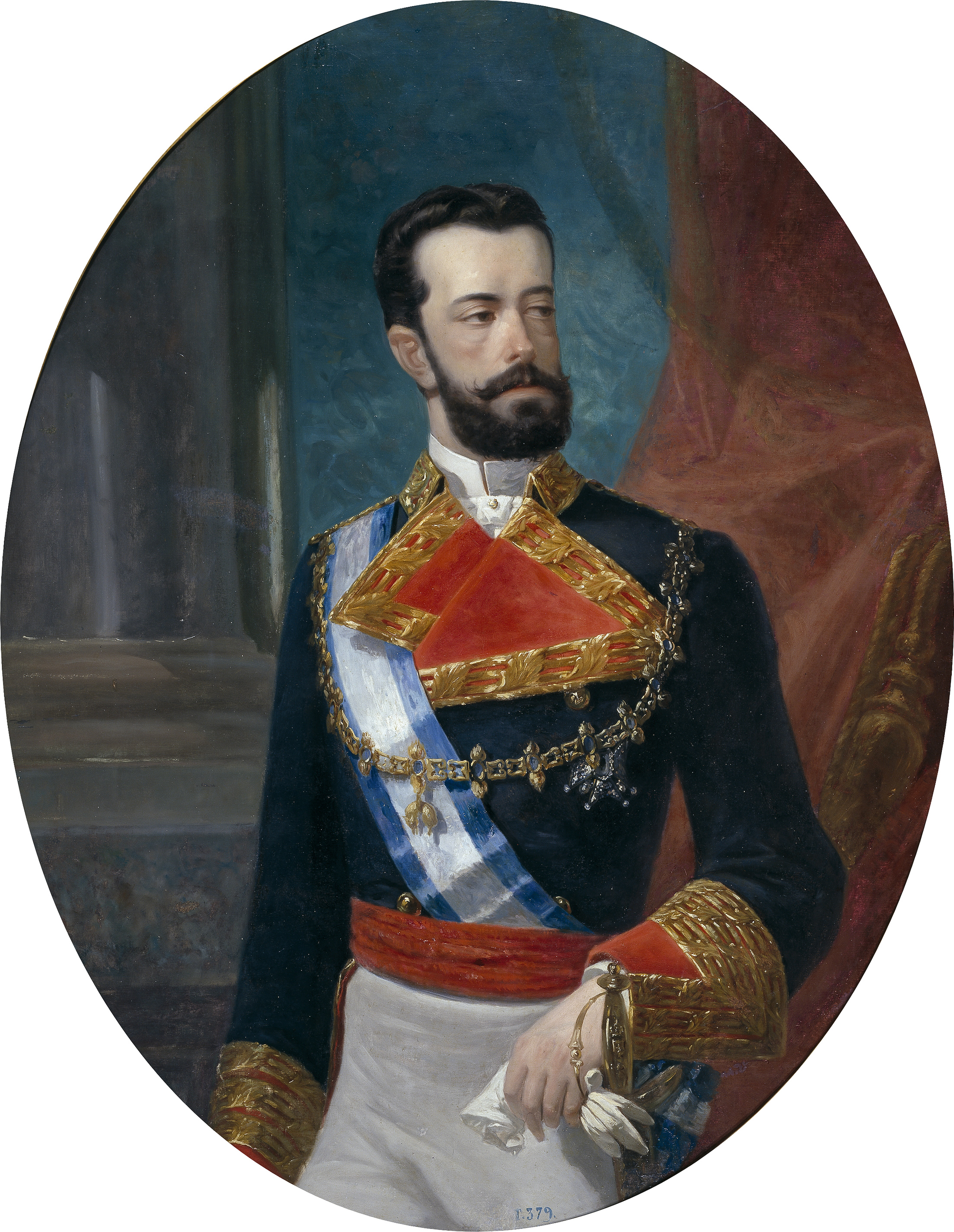
Mariin manžel Amadeus I. Španělský

Otec Marie Leticie byl Napoleon Josef, synovec Napoleona I., tedy syn Napoleonova nejmladšího bratra Jérômeho Bonaparta, krále Vestfálska. Mariina matka Marie Klotilda byla dcerou Viktora Emanuela II., díky tomu tedy byla Marie Leticie neteř krále Umberta I. a jeho manželka Marie Savojské.
Marie Leticie se narodila v Palais Royal v Paříži dne 20. listopadu 1866. Střídavě vyrůstala v Paříži, Římě i jinde v Itálii se svými dvěma bratry Napoleonem Viktorem (1862–1926) a Ludvíkem (1864–1932). Po pádu druhého francouzské císařství v roce 1870 se její rodina přestěhovala do rezidence nedaleko Ženevského jezera ve Švýcarsku.
Manželství Mariiných rodičů bylo velmi nešťastné: zatímco Marie Klotilda chtěla žít klidný život se svými dětmi, Napoleona Josefa naplňovaly oslavy, lovy a jeho pozice u královského dvora. Navíc, v den svatby bylo Marii Klotilde pouhých 15 let, zatímco Napoleonu Josefovi již 37 let. Když roku 1878 zemřel Klotildin otec Viktor Emanuel, přestěhovala se i s dcerou Marií Leticií do Turína bez manžela. Během tohoto období obě pobývali v zámku Moncalieri, zatímco Mariini bratři zůstávali s otcem.
Postupem času z Marie Leticie vyrostla žena, která byla obecně pokládána za velice krásnou, typickou příslušnici rodu Bonapartů. Údajně připomínala i sestry Napoleona I. Bonaparta, které byly svojí krásou proslavené. Měla se ve Florencii provdat za svého bratrance Emanuela Filiberta Savojského, avšak k tomu nikdy nedošlo. Sám Emanuel si nakonec vzal Helenu Orleánskou. Pár spolu nakonec měl syna Tomislava II., který se stal jediným králem Nezávislého státu Chorvatsko. Krátce po svatbě Emanuela a Heleny, v roce 1886 se ale začalo spekulovat o tom, že se Marie Leticie chystá provdat za svého dalšího bratrance; Rolanda Bonaparta. Ani k tomuto sňatku nakonec nedošlo.

### Manželství
Marie Leticie se poprvé se svým budoucím manželem setkala v Moncalieri, kde se krom samotného Amadea setkala i s jeho otcem, Emanuelem II., vévodou z Aosty. Amadeus byl Mariin strýc z matčiny strany a byl o mnoho let starší. Marie Leticie byla považována za velmi okouzlující dámu a po celou dobu návštěvy v Itálii dělala Amadeovi společnost. Roku 1888 ji požádal o ruku a ona souhlasila. Samotné oznámení svazku ale způsobilo velký skandál, důvodem byl nejen dvaadvacetiletý rozdíl mezi snoubenci, ale především jejich blízká příbuznost; Amadeus byl bratr Marie Klotildy Savojské, matky Marie Leticie Bonaparte. I přesto ale papež svazek povolil.
Svatba se konala 11. září 1888 v Královském paláci (Palazzo Reale) v Turíně. Oddávajícím byl kardinál Gaetano Alimonda. Svatby se zúčastnilo mnoho členů obou rodin; Savojských i Bonapartů. Byla zde například i Marie Pia Savojská, manželka portugalského krále. Sama Marie Leticie se stala až druhou (a poslední) manželkou Amadea, jeho první ženou byla Marie Viktorie dal Pozzo, která roku 1876 zemřela. Vzhledem k věkovému rozdílu novomanželů, Amadeovo první dítě z předchozího manželství bylo jen o tři roky mladší než Marie Leticie.
Pár žil v Turíně a měl jednoho potomka; syna Umberta, budoucího hraběte ze Salmu (1889–1918). Necelý rok po jeho narození Amadeus zemřel a Marie Leticie tak ovdověla velice mladá. Její syn pak byl zabit během první světové války.

### Vdovství
Až do roku 1902 žila Marie Leticie se synem Umbertem u italského královského dvora. Umberto se příliš na veřejnosti neobjevoval, nenechával se ani portrétovat, což způsobilo mnoho spekulací o tom, zda není znetvořený či mentálně retardovaný. V pozdějších letech se ale začal v médiích objevovat více a mýty byly vyvráceny. Samotný vdovský život Marie Leticie byl velmi chudý. Byla odkázána na příspěvky od rodiny Savojských, jelikož veškerý majetek po Amadeovi zdědili pouze jeho první tři synové z prvního manželství. Závislost Marie Leticie a Umberta na příspěvcích od Savojských pak často vedla ke sporům mezi Umbertem a Viktorem Emanuelem III.
Přestože Marie Leticie se již nikdy nevdala, otevřeně vedla vztah s o dvacet let mladším vojákem. Tento vztah byl velmi skandální především kvůli rozdílnému postavení obou milenců.
Zemřela 25. října 1926, přežila tedy nejen svého manžela, ale i syna. Jediným dědicem, který získal veškeré její bohatství, se tedy stal její mladší milenec. Byla pohřbena v bazilice Superga na okraji Turína.